# Adicella oviformis
Adicella oviformis är en nattsländeart som beskrevs av Georg Ulmer 1951. Adicella oviformis ingår i släktet Adicella och familjen långhornssländor. Inga underarter finns listade i Catalogue of Life.